# Liste der geschützten Landschaftsbestandteile im Landkreis Altenburger Land
Im Landkreis Altenburger Land gab es im Juni 2024 einen ausgewiesenen geschützten Landschaftsbestandteil.

## Geschützte Landschaftsbestandteile
| Weiherkette Monstab                            | BW | ABG0015 | Monstab | ⊙ | 5,39 |  |
| Legende für Geschützter Landschaftsbestandteil |    |         |         |   |      |  |